# فرهنگ در کانادا
تاریخچهٔ فرهنگ کانادا، به شدت تحت تأثیر فرهنگ انگلیس، فرانسه ،ایرلند ، اسکاتلند و رسوم وفرهنگ قدیمی بومیان این کشور است. از آنجا که از مدت‌ها قبل رفت‌وآمدهای بسیاری بین این کشور و ایالات متحده به خاطر همجواری دو کشور صورت می‌گرفت، به میزان زیادی نیز تحت تأثیر فرهنگ آمریکایی است.
اگر نگوییم قطعاً، اما رسانه‌های مختلف کشور کانادا از محبوبیت ویژه‌ای برخوردارند؛ که متقابلاً خیلی از محصولات فرهنگی این کشور و تفریحی و سرگرمی این کشور در آمریکا و در سطح جهانی، محبوبیت دارند.
بسیاری از محصولات فرهنگی این کشور، اکنون در راه ورود به بازار کشورهای آمریکای شمالی و در کل بازار جهانی است.
کانادا ایجاد و حفظ تنوع فرهنگ خود را تا حدی مدیون برنامه‌های دولت فدرال، قوانین و مؤسساتی مثل شرکت برون مرزی کانادا (CBC)، دفتر انجمن ملی فیلم کانادا (NFB) و انجمن‌های رادیو و تلویزیون و مخابرات (CRTC) است.
از آنجایی که کانادا کشوری با قومیت های گوناگون و وسعت جغرافیای زیادی است، تنوع و اختلافات فرهنگی از استان به استان و منطقه به منطقه متفاوت است. فرهنگ کانادا، همچنین تحت تأثیر فرهنگ‌های مختلف مهاجران از سرتاسر جهان، قرارگرفته‌است.
خیلی از ارزش‌های فرهنگی کانادایی‌ها، به خاطر چند فرهنگه بودن این کشور، از فر هنگ‌های مختلفی به ارث رسیده‌است. حق میراث چند فرهنگی، درقانون اساسی این کشور، بخش ۲۷، منشور کانادا مربوط به حقوق انسانی و آزادی، محفوظ است.
سمبل‌های ملی کانادا، تحت تأثیر منابع تاریخی و طبیعی ملل قدیمی (پیشین) هستند. بخصوص استفاده از برگ افرا، به عنوان یک سمبل کانادایی، به مدت‌ها پیش یعنی اوایل قرن ۱۸ برمی گردد که نقش آن را روی پرچم فعلی ملی کانادا و پرچم‌های قبلی|red ensign، سکه کانادایی (پنی) و همچنین روی یونیفرم ارتش کانادا شاهد هستیم. دیگر نشانه‌های معروف این کشور، بیدستر غاز کانادایی، نوعی اسفرود بی دم علفخوار (مرغ غواص)، حکومت پادشاهی، تاج و تخت، پلیس سلطنتی سواره نظام این کشور(RCMP) هستند.

## ورزش

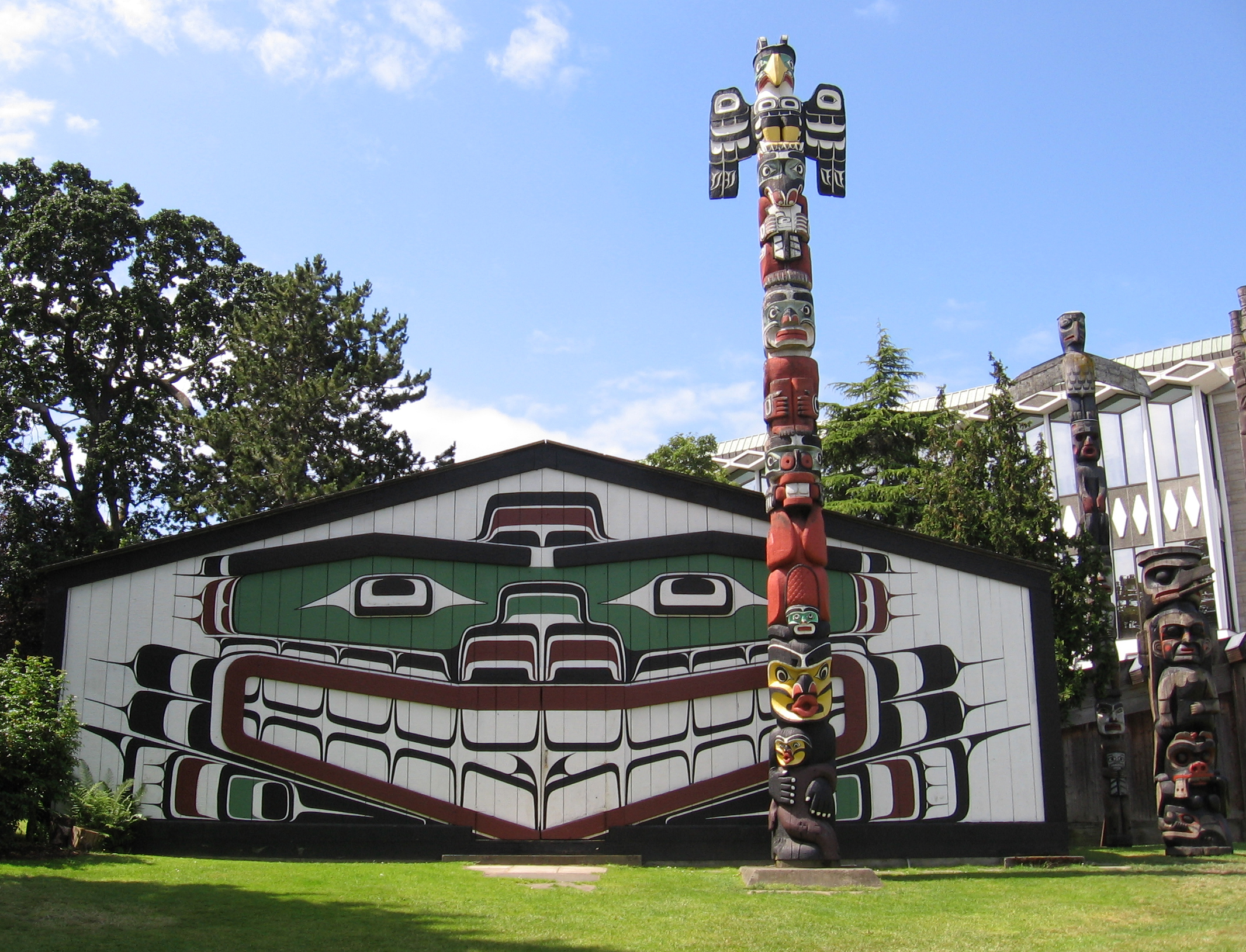
خانهٔ بزرگ و قدیمی در بریتیش کلمبیا، ویکتوریا

ورزش‌های ملی و رسمی این کشور، هاکی روی یخ (ورزش زمستانی) و ورزش تابستانی کلراس (نوعی توپ بازی) است.
هاکی، بازی ملی این کشوراست و تماشاچیان زیادی به تماشای ایی بازی‌ها دراین کشور می‌روند. ونیز محبوب‌ترین ورزش کانادایی است که طبق آمارگیری سال۲۰۰۴، ۱٫۶۵ میلیون نفر دراین بازی شرکت داشته‌اند.
۶ تا از بزرگ‌ترین کلان‌شهرهای کانادا، تورنتو، مونترال، ونکوور، اتاوا، Calgary ادمونتون هستند که در باشگاه هاکی ملی (NHL) حق امتیاز وانتخاب دارند چرا که تعداد بازیکنان هاکی کانادایی این باشگاه جهانی، بیشتر از بقیهٔ کشورهاست.
بعد از ورزش هاکی، دیگر ورزش‌های محبوب که تماشاچیان زیادی نیز دارد، فوتبال کانادایی و حلقه بازی است. لیگ فوتبال کانادا (CFL)، دومین لیگ حرفه‌ای ورزش محبوب کانادا در سطح کشور است.
لیگ فوتبال حرفه‌ای ذکر شده، نقش مهمی در شناسایی کشور کانادا ایفا می‌کند. گلف، بیسبال، اسکی، سوکر، والیبال و بسکتبال نیز به‌طور وسیع درمیان جوانان درسطح آماتور، بازی می‌شود. اما لیگ‌های حرفه‌ای آن چندان، گسترده نیستند. کانادا میزبان بازی‌های فوتبال جام جهانی ۲۰۰۷ UNDP- ۲۰ و المپیک زمستانی سال ۲۰۱۰ در ونکوور و و ویستلر |بریتیش کلمبیا، خواهد بود.